# Аплаксино
Аплаксино — деревня в Тогучинском районе Новосибирской области. Входит в состав Усть-Каменского сельсовета.

## География
Площадь деревни — 22 гектаров.

## Население
| 2002 | 2007 | 2010 |
| ---- | ---- | ---- |
| 151  | ↗160 | ↘134 |

## Инфраструктура
В деревне по данным на 2007 год отсутствует социальная инфраструктура.